# Rudolph Wurlitzer Company

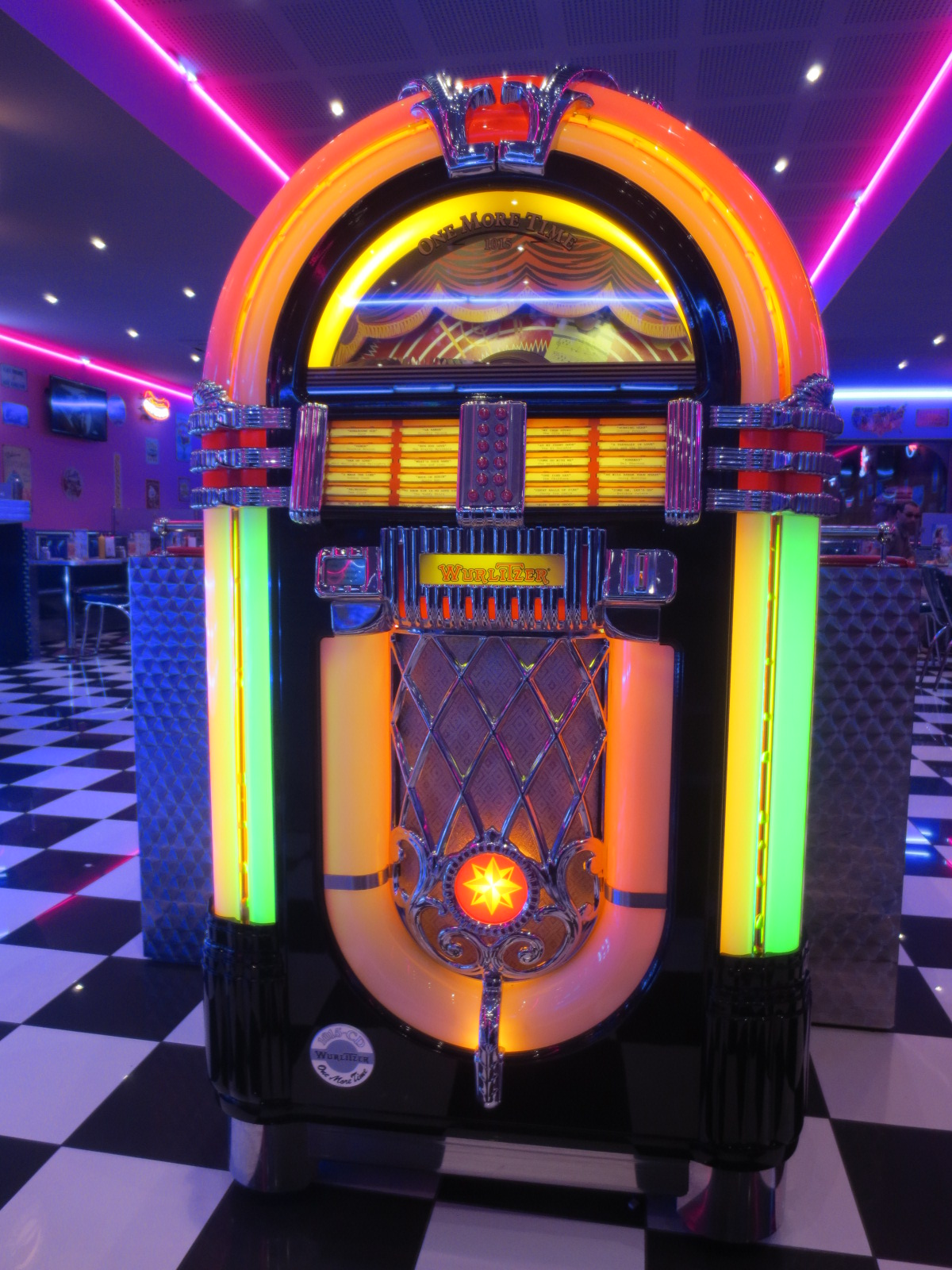
Wurlitzer 1015 bubbler von 1946, Design Paul M. Fuller

Die Rudolph Wurlitzer Company, kurz Wurlitzer, war ein amerikanisches Unternehmen, das zwischen 1853 und 1985 Musikinstrumente, Drehorgeln und Jukeboxen herstellte. Das Unternehmen produzierte außerdem Streichinstrumente, Harfen, Orgeln, Klaviere sowie das berühmte Wurlitzer Electric Piano.

## Geschichte
Der Firmengründer war Franz Rudolph Wurlitzer (* 1. Februar 1831 in Schöneck/Vogtl. im Musikwinkel; † 14. Januar 1914 in Cincinnati / Ohio), der im Juni 1853 in die USA auswanderte und am 8. Oktober 1859 US-amerikanischer Staatsbürger wurde. Im August 1856 gründete er einen Musikgeräte-Einzelhandel, der einen Auftrag zur Belieferung der US-Armee erhielt. 1861 begann er mit der Produktion von Musikinstrumenten, 1872 wurde sein ebenfalls ausgewanderter Bruder Anton Wurlitzer Mitinhaber der Firma, die 1890 als Rudolph Wurlitzer Company firmierte. Ab 1880 führte das Geschäft bereits einen über 200 Seiten starken Katalog. Im selben Jahr wurde das erste, den Namen Wurlitzer tragende Piano gebaut. Ein Feuer zerstörte im Dezember 1904 das bisherige Hauptgebäude. Das rasante Wachstum der amerikanischen Musikindustrie ließ auch Wurlitzers Firma anwachsen, so dass sie 1906 in ein sechsstöckiges Gebäude umzog. Eine der letzten Aktivitäten von Rudolph Wurlitzer sen. war im Jahre 1910 der Erwerb eines bankrotten Orgelherstellers, der Hope-Jones Organ Company. Dadurch wurde Wurlitzer über drei Jahrzehnte zu einem der erfolgreichsten Hersteller unter anderem von Kinoorgeln (bis etwa 1940, als der Tonfilm den Stummfilm verdrängt hatte und es keinen nennenswerten Markt für Kinoorgeln mehr gab). Als Wurlitzer 1914 starb, waren seine drei Söhne bereits in der Firma als Führungskräfte etabliert.
Der Sohn des Firmengründers, Farny Wurlitzer, erwarb 1933 einen patentierten Musikbox-Mechanismus, und kurz danach wurde die erste Musikbox („jukebox“) mit dem Namen Debutante zum Erfolgsschlager. Von 1935 (Modell 312) bis 1947 (Modell 1100) gestaltete der Schweizer Möbeldesigner Paul M. Fuller als Chefdesigner die erfolgreichsten Musikboxen aller Zeiten. Er gestaltete die Produkte in einem farbenfrohen, chromverzierten Art-déco-Stil, damit auch Kunden angezogen würden, wenn gerade keine Musik abgespielt wurde. Bereits 1936 war Wurlitzer mit 44.397 dieser Geräte zum Marktführer aufgestiegen. Im Jahr 1941 verlegte das Unternehmen seinen Hauptsitz nach Chicago. 1946 wurde der von Fuller designte Wurlitzer 1015 bubbler auf den Markt gebracht, der wegen seiner aufsteigenden Gasblasen zur bekanntesten Musikbox und mit 56.242 Stück zum Verkaufsschlager wurde.
Ab 1955 kamen die ersten elektrischen Pianos auf den Markt, 1956 wurden bereits 2.000 Mitarbeiter beschäftigt. Nach insgesamt 750.000 Musikboxen mit rund 100 Modellen wurde deren Produktion 1974 eingestellt.
Im Jahr 1985 wurde Wurlitzer von der Baldwin Piano Company (damals der größte amerikanische Klavierhersteller) erworben. Die Herstellung elektrischer Orgeln wurde eingestellt, und die Marke Wurlitzer wurde für Klaviere eingesetzt. Die Firma Baldwin litt bereits unter Absatzschwierigkeiten und konnte ihre Marktposition nicht halten. Im Jahr 2001 wurde Baldwin vom Gitarrenhersteller Gibson übernommen. Im Jahr 2006 kaufte Gibson auch die Deutsche Wurlitzer GmbH, die bis dahin die Namensrechte für Wurlitzer Jukeboxen hielt. Diese Firma wurde 2013 an eine Investorengruppe verkauft, durchlief wenige Monate später ein Insolvenzverfahren und stellte verkleinert nur noch Verkaufsautomaten, z. B. für Snacks und Getränke her. 2016 erfolgte eine erneute Insolvenz und die Liquidation des Unternehmens.
Seit Dezember 2020 sind die Markenrechte zurück bei der Familie Wurlitzer, die seit 2024 wieder Jukeboxen herstellt.